# Gizmondo

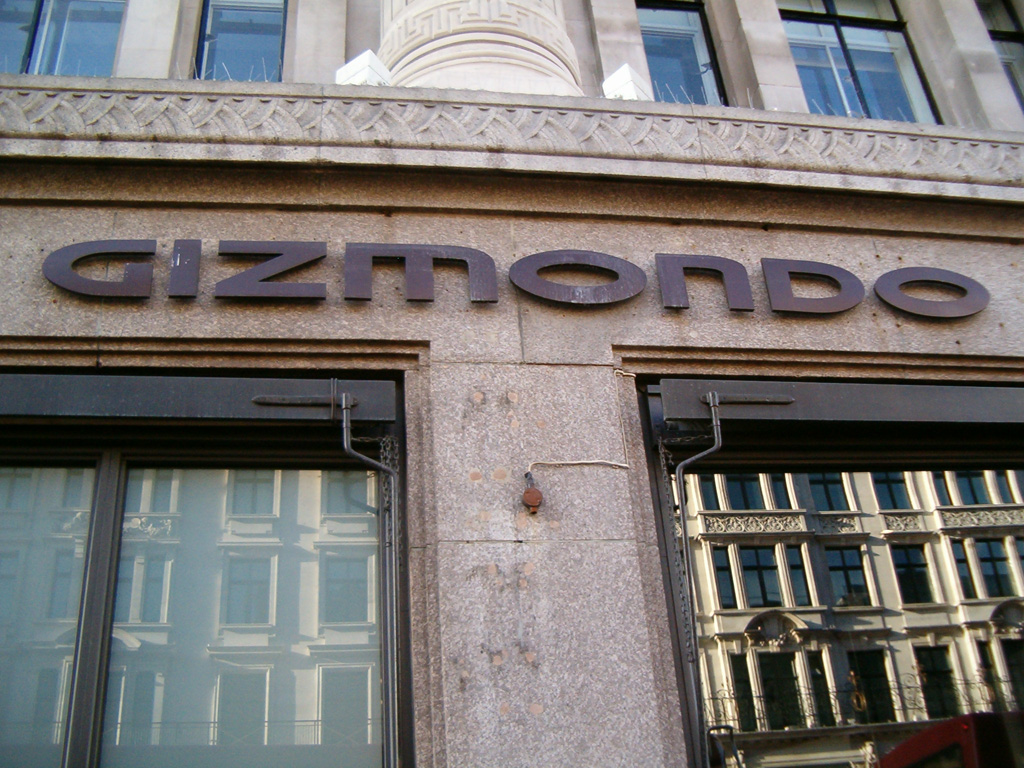
Gizmondo-Shop auf der Regent Street

Der Gizmondo war eine Handheld-Konsole des britischen Konzerns Tiger Telematics, die im Vergleich zu anderen Handhelds der Ära einen leistungsstärkeren Prozessor und verschiedene Neuerungen besaß (z. B. GPRS- und GPS-Technologie). Bis zur Einstellung der Produktion Anfang 2006 wurden etwa 10.000 Gizmondos verkauft.
Das Design des Gizmondo wurde von Rick Dickinson kreiert, der auch für das Design des ZX Spectrum verantwortlich zeichnete. Der Gizmondo arbeitet mit einem mit 400 MHz getaktetem ARM9-Prozessor und hat einen 2,8 Zoll großen TFT-Bildschirm mit einer Auflösung von 320 × 240 Pixeln. Der Grafikchip NVIDIA GeForce 3D 4500 verfügt über einen programmierbaren Pixel-Shader, eine Hardware-Transform-Engine und 1280 kB Speicher.
Das schwarze Gehäuse des Gizmondo beherbergt zahlreiche für Spielkonsolen neue, multimediale Funktionen. Neben Computerspielen gibt das Gerät Musiktitel und Filme wieder. Ferner dient es als Speicher für digitale Fotos und kann wie ein Mobiltelefon zum Versenden von Text-, Multimedia- und E-Mail-Nachrichten verwendet werden. Über GPRS und Bluetooth ist kabelloses Spielen mit anderen Spielern möglich. Über GPS (Global Positioning System) kann der Gizmondo auch als Navigationssystem oder zum Abruf von standortspezifischen Service-Leistungen genutzt werden.
Das Anfangsproblem des Geräts war, dass kein Telekommunikationsanbieter den Gizmondo anbieten wollte, da dies nicht rentabel genug schien. Schließlich sagte der Anbieter Vodafone doch zu und bündelte den Gizmondo mit einer Prepaid-Karte.
Am 19. März 2005 wurde der Gizmondo in Großbritannien in zwei verschiedenen Versionen eingeführt: In der normalen Version zum Preis von £229 und in der werbefinanzierten Version für £129. In der werbefinanzierten Version (auch „Smart Adds“-Version genannt) sind alle Funktionen enthalten, die der Gizmondo auch in der normalen Version hat; allerdings willigt der Benutzer ein, drei Mal täglich eine Werbemitteilung zu erhalten.
Der Gizmondo erschien bis zur Einstellung der Produktion in drei Staaten: England, Irland und den USA. Bis dahin wurden für ihn knapp 20 Spiele produziert, darunter The Great Escape und Conflict: Vietnam. Tigers Kauf von Warthog und ein Abkommen mit SCi Entertainment sollten weitere Spiele versprechen, doch es kam nie zur Veröffentlichung eines der Spiele.
Der europäische Ableger von Tiger Telematics, Gizmondo Europe, meldete am 23. Januar 2006 Insolvenz an. Später ging schließlich auch der Mutterkonzern Konkurs.
Anfang 2008 kündigte der ehemalige CEO und Gründer von Tiger Telematics Carl Freer den Nachfolger Gizmondo 2 an. Hinter der Entwicklung stand die von Freer und seinem schwedischen Partner Mikael Ljungman geführte Firma Media Power. Ursprünglich hätte das Gerät im Mai 2008 erscheinen sollen. Nach mehrmaligen Terminverschiebungen war das voraussichtliche Erscheinungsdatum schließlich für den November 2009 angesetzt. Im April 2009 wurde Ljungman, involviert in einem der schwersten Betrugsfälle Dänemarks, verhaftet. Die Website der Media Power wurde geschlossen. Seit Mitte 2009 blieben aktuelle Informationen zum Projekt aus.

## Technische Daten
- Windows-CE-.NET-Spielkonsole mit Windows Media Player 9
- 400 MHz ARM-Prozessor und Nvidia GoForce 4500 Grafikchipsatz
- 2,8″-TFT-Display mit 240 × 320 Pixel, hintergrundbeleuchtet
- SD-Karte/Multimedia Card, GSM Tri-Band, GPRS, Bluetooth 2.0 und USB-Schnittstelle für Multiplayer-Spiele
- E-Mail/SMS/MMS senden und empfangen, MPEG4-, MP3-, MIDI-, WAV-Wiedergabe
- digitale Kamera mit 0,3 Megapixel, Auflösung 640 × 480 Pixel
- Akku-Laufzeit bei Spielen ca. 2 h, Standby ca. 100 h
- integrierter GPS-Empfänger für positionsbasierte Dienste